# 小興安嶺山脈
小興安嶺山脈（しょうこうあんれい／シャオシンアンリン-さんみゃく、中国語簡体字：小兴安岭 Xiǎoxīng'ānlǐng、モンゴル：/ᠪᠠᠭ᠎ᠠ
ᠬᠢᠩᠭᠠᠨ
ᠲᠠᠪᠠᠭ᠎ᠠ  бага Хянган дабаа、満州語：ᠢᠯᠵᡝᡥᠠᠷᠢ
ᠠᠯᠢᠨ　転写：iljehari alin、小ヒンガンとも）は中国黒竜江省にあるなだらかな標高の低い丘陵が主となる山脈。黒竜江省の北端へ向けて中国とロシアとの国境となるアムール川の西岸の中国側の丘陵地を形成して大興安嶺山脈へ連なるが、一部は北東に延びてアムール川中流が山脈を北西から南東に貫き、ロシア連邦内のアムール州に連なってブレヤ川、アムグン川の上流域になっている。北緯46度28分～49度21分、東経127度42分～130度14分。
長さ500km。最高峰は標高1429mの平頂山。
山頂が平らで、なだらかな斜面で、石が多いのが特徴。山体は花崗岩、結晶片岩、頁岩、玄武岩から構成される。
西部の山裾は五大連池火山群に含まれる。
山林に覆われており、南部は広葉樹林、北部はトウヒ、カバノキおよびカラマツのタイガ。
ロシア側にヒンガンスキー自然保護区、中国側に豊林国家自然保護区がある。